# KStV Rhenania Innsbruck
Der katholische Studentenverein Rhenania Innsbruck oder KStV Rhenania Innsbruck wurde am 27. Mai 1895 als nicht-farbentragender Studentenverein gegründet. Er gehört zum Kartellverband katholischer deutscher Studentenvereine und zum Kartellverband katholischer nichtfarbentragender akademischer Vereinigungen Österreichs.

## Die Gründung
Im Zuge des Aufbruchs der studentischen Bewegung und vor allem der katholischen Studentenorganisationen in Österreich wurde am 19. Oktober 1871 mit der „Akademia-Innsbruck“ die dritte katholische Korporation in Innsbruck nach der Helvetia Oenipontana und Austria gegründet. Der Gründung folgte am 29. November 1872 die Aufnahme in den KV. 1874 spaltete sich die Verbindung infolge von Zwistigkeiten in die Akademia und die Alpinia. Die Auflösung beider Vereine 1877 konnte dadurch aber auch nicht verhindert werden.
Ein erneuter Versuch den Kartellgedanken in Österreich wieder aufleben zu lassen, wurde 1893 mit der Gründung der AKV Tirolia Innsbruck gestartet. Allerdings verfolgte diese Verbindung mehr nationalösterreichische Ziele und so beschlossen vier deutsche Studenten aus Rheinland und Westfalen in der Schlossbrauerei auf Büchsenhausen in Innsbruck eine KV-Korporation ins Leben zu rufen, die entgegen den schon bestehenden Innsbrucker Verbindungen das Farbentragen ablehnte und Sammelpunkt aller deutschen Studenten in Innsbruck sein sollte. Mit seinen Konabiturienten und Freunden Peter Gander, Peter Rödder und Heinrich Schleppinghoff gründete Joseph Gotzen den akademisch katholischen Studentenverein Rhenania am 27. Mai 1895. Vorbild war die damals gerade wieder aufgelöste nichtfarbentragende Verbindung Helvetia, die nur Schweizer Studenten aufnahm. Die Rhenania wuchs im WS 1895/96 auf 12 Aktive an und wurde im Sommersemester 1896 zur stärksten Verbindung Innsbrucks. Ihr erster Senior war Karl Huisking, ihr erster Consenior und Schriftführer Joseph Gotzen. Nur ein Jahr später wurde die Rhenania in den KV als ordentliches Mitglied aufgenommen.

## Weitere Entwicklung
In der Rhenania wurden in der Folgezeit überwiegend reichsdeutsche Studenten aktiv. Da viele deutsche Theologiestudenten in ihren Freisemestern in Innsbruck studierten, ist der Anteil der Theologen bei der Rhenania überdurchschnittlich hoch. Viele hohe Kleriker in Deutschland waren und sind Innsbrucker Rhenanen. Nach der Unterbrechung durch den Ersten Weltkrieg entwickelte sich die Verbindung kontinuierlich weiter. In dieser Zeit unterstützten der KV und viele KVer den Südtiroler Überlebenskampf intensiv. Eine führende Rolle dabei spielten der bayerische Ministerpräsident und KVer Heinrich Held, sowie der österreichische Bundeskanzler Ignaz Seipel, der in drei österreichischen KV-Verbindungen Ehrenmitglied war.
Held wurde 1925 Ehrenphilister der Rhenania. 1928 gründete Rhenania eine Tochterverbindung im KV mit dem Namen Südtirol. Als Bundeskanzler Seipel zu deren Publikationsfeier ein Grußtelegramm schickte und sich mit der Initiative des KVs solidarisch erklärte, kam es zu diplomatischen Protesten seitens Italiens in Wien.

## Auflösung in der Zeit des Nationalsozialismus
Mit dem Aufstieg des Nationalsozialismus in Deutschland drohte dem KV und somit auch den Korporationen Gefahr. Nach der Machtergreifung Hitlers am 30. Januar 1933 und den darauf folgenden Beschränkungen wurde der Anfang vom Ende des KV und seiner Korporationen eingeläutet. Man hatte zum einen die Gefährlichkeit Adolf Hitlers unterschätzt, zum anderen wurde aber auch der Widerstand katholischer Institutionen und Gruppen stark gelähmt. Bis zum April 1933 war KV-Mitgliedern die Zugehörigkeit zu NS-Gliederungen verboten. Dann wurde jedoch die Mitgliedschaft in der NSDAP und ihren Wehrorganisationen mit der Verbandsangehörigkeit erlaubt, da man glaubte, schlimmeres für den Verband abwenden zu können. Man führte das Führerprinzip ein, was zur Folge hatte, dass die Entscheidungskompetenz einem Kooperationsführer übertragen wurde. Selbst der Arierparagraph wurde umgesetzt. Durch diese Gleichschaltung der Verbandsführung traten schließlich die österreichischen KV-Korporationen aus dem KV aus und gründeten am 22. Juli 1933 den eigenständigen ÖKV. Am 20. März 1934 wurde die Selbstverwaltung der studentischen Verbände dem Reichsführer der Deutschen Studentenschaft unterstellt. Das konfessionelle Prinzip wurde unterdrückt und der Name in „Kartellverband Katholischer Deutscher Burschenschaftlicher Verbindungen (KDB)“ geändert. In der Rhenania – wie in anderen Korporationen – herrschte jedoch Einigkeit darüber, dass man sich zur Infiltration von NS-Gedankengut nicht missbrauchen lassen würde, weshalb die Rhenania 1934 wegen der politischen Verhältnisse suspendiert wurde; diese Gegnerschaft zum Nationalsozialismus führte ebenfalls dazu, dass der KV am 20. November 1935 in Hannover aufgelöst wurde. Die KV-Korporationen wurden schließlich 1938 als staatsfeindlich aufgelöst und verboten, das Vermögen beschlagnahmt.

## Reaktivierung der Rhenania Innsbruck 1952
Die Reaktivierung der Rhenania Innsbruck nach dem Zweiten Weltkrieg gestaltete sich schwierig. Zwar begannen 1947/48 Kartellbrüder aus Deutschland und Österreich die auf der Welt verstreuten Bundesbrüder ausfindig zu machen, aber es bestand keine Verbindung nach Innsbruck. Eine große Zahl von Rhenanen befand sich in Nordrhein-Westfalen und bemühte sich in Bonn/Bad Godesberg um eine neue Aktivitas, da eine Rückkehr nach Innsbruck – laut Besatzungsstatuten – nicht gestattet war. So begründeten die alten Rhenanen 1949 die KStV Rheinland in Bonn. Sie übernahm Farben, Wahlspruchzirkel und die Lieder der Rhenania. Die alte Rhenanenfahne, die vor einer Beschlagnahmung der Nazis gerettet wurde, wurde ebenfalls übergeben.
Zum 1. Stiftungsfest erschienen alle bekannten Innsbrucker; unter ihnen befanden sich auch die Gründer Gotzen und Schleppinghoff.
Schließlich ergab sich 1951 endlich die Möglichkeit, die KStV Rhenania in Innsbruck wiederzugründen und so fassten Rhenanen, die sich um die Rheinland Bonn sehr verdient gemacht hatten, den Entschluss und machten sich auf nach Innsbruck. Dabei wurden die Studenten von der AKV Tirolia Innsbruck unterstützt, die als geeignete Operationsbasis für das Vorhaben diente.
Bei einem Festkommers des ÖKV zu Beginn des Sommersemesters 1952 erschien die Rhenania bereits mit 30 Aktiven. Das 1. Wiederbegründungsfest fand am 21. Juni 1952 statt. Am 12. November 1953 folgte die Aufnahme in den ÖKV.

## Der Sonderstatus der Rhenania – Mitgliedschaft im KV und ÖKV
Die Rhenania wurde 1897 in den KV aufgenommen. Dies war ihr als österreichische Korporation jedoch nur möglich, da sie zur damaligen Zeit nur Reichsdeutsche als Vollmitglieder anerkannte. Die anderen österreichischen Korporationen hingegen scheiterten an der kleindeutschen Orientierung, die im KV zur damaligen Zeit vorherrschte. In den folgenden Jahrzehnten setzte sich Rhenania immer wieder dafür ein, dass auch die österreichischen Korporationen in den KV aufgenommen werden sollten.
Erst 1913 wurde die AKV Tirolia Innsbruck zunächst zur befreundeten Verbindung des KV erklärt und schließlich 1923 als Mitglied des KV bestätigt. Dem ÖKV, gegründet von den 1933 ausgetretenen österreichischen KV-Verbindungen, konnte sich Rhenania wiederum als „reichsdeutsche“ Verbindung nicht anschließen. Erst nach ihrer Reaktivierung 1952 wurde sie am 12. November 1953 in den ÖKV aufgenommen. Seit diesem Zeitpunkt ist die Rhenania als einzige Verbindung Österreichs ordentliches Mitglied des KV und des ÖKV und genießt so einen Sonderstatus innerhalb der Verbände.

## Bekannte Rhenanen
- Clemens August Andreae (1929–1991), österreichischer Nationalökonom
- Arnold De Gasperi, Künstler
- Willibrord Benzler (1853–1921), Bischof von Metz
- Adolf Bolte (1901–1974), Bischof von Fulda
- Luis Durnwalder (* 1941), Landeshauptmann der Provinz Südtirol, Ehrenphilister
- Michl Ebner (* 1952), Südtiroler Unternehmer, Verleger, Autor und Politiker
- Toni Ebner (* 1957), Chefredakteur der Tageszeitung Dolomiten
- Josef Kardinal Frings (1887–1978), Erzbischof von Köln, Ehrenphilister
- Franz Gielen (1887–1947), Oberbürgermeister von Mönchengladbach, Ehrenphilister
- Josef Gotzen (1875–1956), Bibliothekar der Universitätsbibliothek Köln und bedeutender Liedforscher, Dichter des Innsbrucker Studentenliedes „Auf dem Iselberge steh ich“
- Konrad Hammacher (1928–2001), Medizinprofessor, Erfinder und Initiator der Kardiotokographie
- Heinrich Held (1868–1938), bayerischer Ministerpräsident von 1924 bis 1933, Ehrenbürger der Universität Innsbruck, Ehrenphilister,
- Bernhard Helling, Arzt und langjähriges Mitglied des FC Schalke 04, Leihgeber für das Vereinsmuseum an der Arena auf Schalke
- Hans Huber-Sulzemoos (1873–1951), Maler, Ehrenmitglied
- Bernhard Hürfeld (1891–1966), katholischer Priester, Erzieher und Lehrer[1]
- Wolfgang Kamper, Vorsitzender des 1969 ins Leben gerufenen KV-Reform-Ausschusses, CDU-Kommunalpolitiker, Ehrenvorsitzender der Theatergemeinde Düsseldorf, Ehrenphilistersenior
- Michael Keller (1896–1961), Bischof von Münster
- Otto Muck, SJ, (1928–2024), Altrektor Universität Innsbruck, ehem. Rektor des Jesuitenkollegs Innsbruck, Ehrenphilister
- Ludwig von Pastor (1854–1928), Historiker, Direktor des Österreichischen Historischen Instituts in Rom, Leiter der diplomatischen Vertretung beim Vatikan, Ehrenphilister
- Hubert Rohde (1929–2019), Intendant des Saarländischen Rundfunks
- Winfried Scharlau (1934–2004), Journalist
- Friedrich Schmieder (1911–1988), Neurologe und Psychiater
- Norbert Trippen (1936–2017), Domkapitular des Kölner Doms, Kirchenhistoriker Uni Bonn, Biograph der Kölner Kardinäle Frings und Höffner
- Achim Wessing (* 1933), deutscher Augenarzt, Hochschullehrer und Forscher
- Andreas Winhart (* 1983), Betriebswirt und Mitglied des Bayerischen Landtages (AfD)(Austritt 2019)
- Augustinus Winkelmann (1881–1954), Pfarrer und Gründer des Zentrums für zeitgenössische sakrale Kunst im Kloster Marienthal am Niederrhein

## Beziehungen und Verbände
- AKV Tirolia Innsbruck Schwesterverbindung, gegründet 1893
- KV Kartellverband katholischer deutscher Studentenvereine
- Liste aller Mitgliedsvereine des Kartellverbandes (KV)
- ÖKV Kartellverband katholischer nichtfarbtragender akademischer Vereinigungen Österreichs